# Hoplitis pilosifrons
Hoplitis pilosifrons là một loài Hymenoptera trong họ Megachilidae. Loài này được Cresson mô tả khoa học năm 1864.